# El cerdo Edmundo
El cerdo Edmundo (título original en francés Edmond le cochon) es una serie de historietas humorística creada en 1978 por Jean-Marc Rochette y escrita desde 1979 por Martin Veyron. Su protagonista es Edmond, un cerdo malvado, lujurioso, cobarde y envidioso.

## Trayectoria editorial
En Francia, la serie se publicó en L'Écho des savanes desde 1976 hasta 1983. A partir de 1979, fue editada en España por Editorial La Cúpula, tanto en su revista El Víbora (números 2, 37-), como en su colección Historias completas El Víbora:
- 10 El cerdo Edmundo
- 17 Las primeras aventuras del cerdo Edmundo
- 21 El cerdo Edmundo en España

En el 2009, La Cúpula lo reeditó en su colección La Cúpula Novela Gráfica.

## Estilo
El cerdo Edmundo se puede definir como un cruce entre el comic underground de Robert Crumb y Richard Corben y la tradición animalista francesa de Edmond-François Calvo y Benjamin Rabier, mostrando un humor sangrante y al mismo tiempo hilarante. 

## Notas y referencias

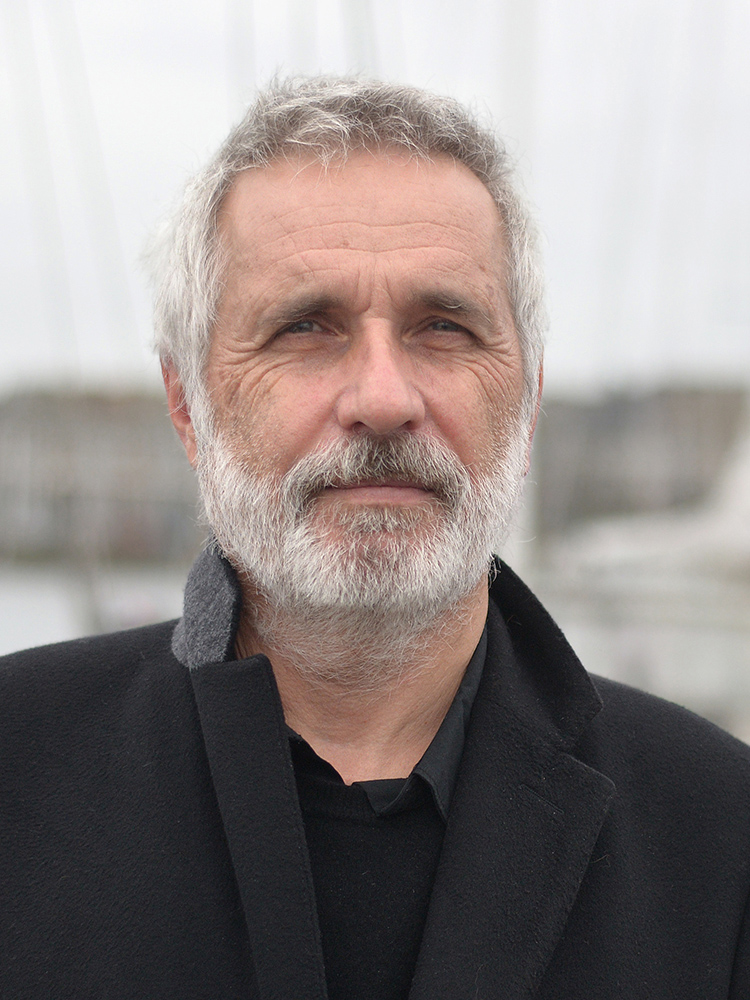
Jean-Marc Rochette (2015).